# Lanzia
Lanzia es un género de hongos en la familia Rutstroemiaceae.